# Mangos
Die Mangos (Mangifera) sind eine Pflanzengattung innerhalb der Familie der Sumachgewächse (Anacardiaceae). Am häufigsten werden Sorten der Art Mango (Mangifera indica) kultiviert.

## Beschreibung

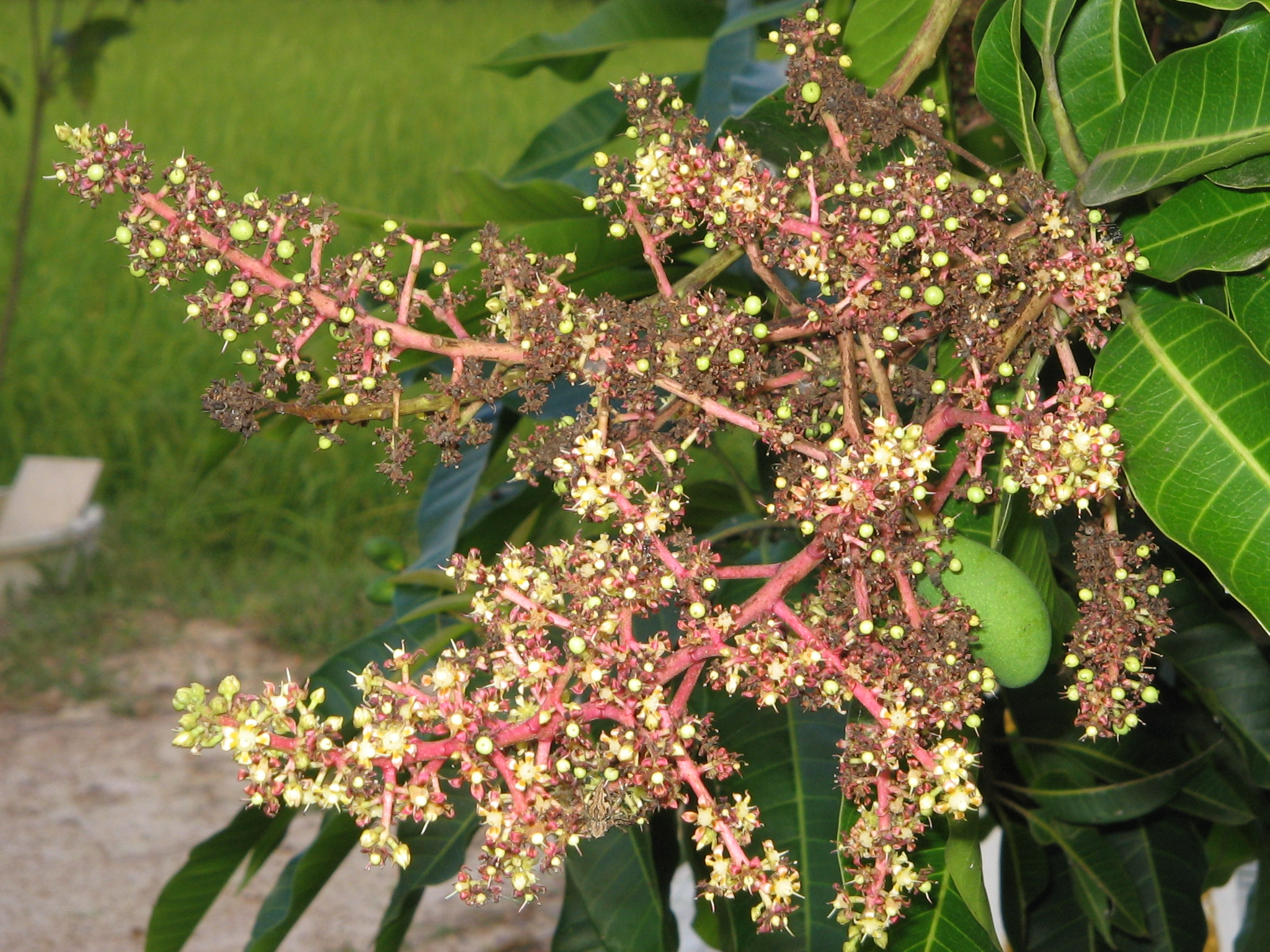
Blütenstand von Mango (Mangifera indica)

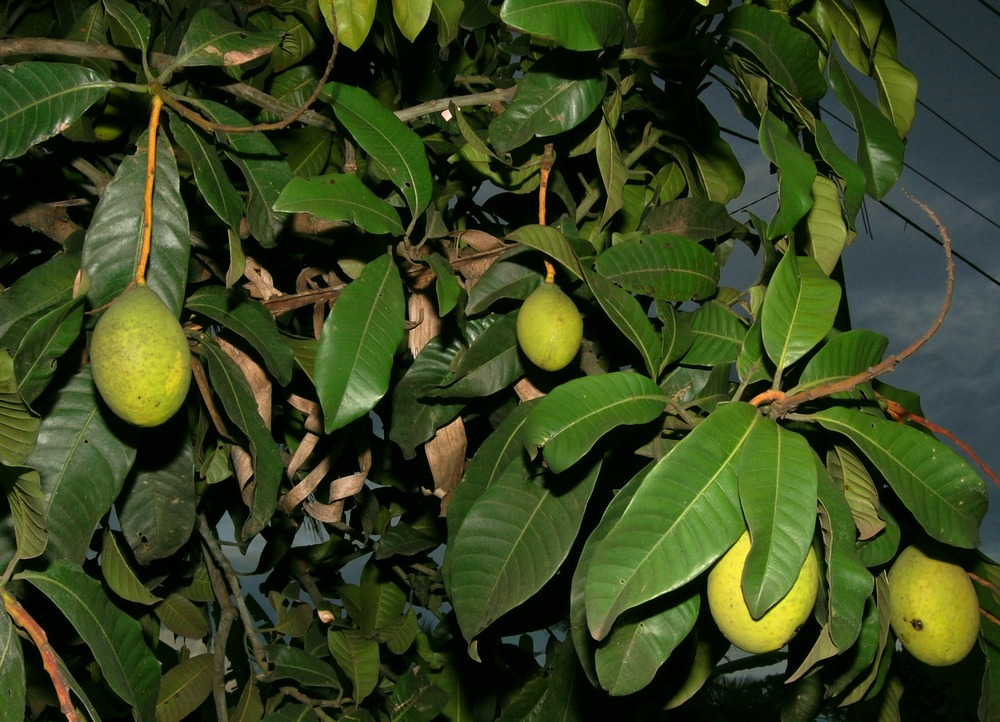
Wohlriechende Mango (Mangifera odorata)

### Vegetative Merkmale
Mangifera-Arten sind immergrüne Bäume. Die wechselständigen oder schraubigen, gestielten Laubblätter sind ledrig, glatt, glänzend, grün und zugespitzt und wechselständig. Die Nebenblätter fehlen. Die Pflanzen führen einen reizenden Milchsaft.

### Generative Merkmale
Mangos sind oft andromonözisch, also mit zwittrigen und männlichen Blüten auf einem Exemplar, oder zwittrig. In end- oder achselständigen rispigen Blütenständen sind viele Blüten zusammengefasst. Die kleinen, meist fünfzähligen und gestielten Blüten weisen ein doppeltes Perianth auf. Die Kelchblätter fallen früh ab. Es sind mindestens vier Kronblätter vorhanden, innen können Drüsenzonen vorkommen. Es sind meistens gleich viele, selten mehr, freie oder an der Basis verwachsene Staubblätter wie Kronblätter vorhanden, aber nur eines oder zwei sind fertil, die anderen sind reduziert. Die Antheren sind dorsifix. Der pseudo-einkammerige Fruchtknoten ist oberständig mit leicht seitlichem Griffel und minimaler Narbe. Die Samenanlagen sind basal angeordnet. Es ist ein gelappter Diskus vorhanden. Bei den männlichen Blüten kann ein reduzierte Pistillode vorkommen.
Es werden große und einkammerige, verschiedenfarbige Steinfrüchte gebildet. Die Samenschale ist ein- oder zweiteilig.

## Vorkommen
Sie stammen ursprünglich wohl von der indonesischen Insel Borneo, von der aus sie sich über große Gebiete Asiens, darunter Indien, Burma, Sri Lanka, Thailand, Südchina, Malaysia, Indonesien, Papua-Neuguinea und die Philippinen, daneben auch auf einigen pazifischen Inseln ausgebreitet haben. Außerdem kommen sie auch in Australien vor. Durch menschliche Anpflanzungen kommen einige Arten auch in Mittelamerika vor. Sie gedeihen hauptsächlich im tropischen Tieflandregenwald. Die wirtschaftlich bedeutendste Art ist die Mango aus Pakistan und aus Indien (Mangifera indica). Über viele der anderen Arten ist derzeit sehr wenig bekannt, sie müssen wegen der anhaltenden Waldvernichtung durch Rodung aber als gefährdet gelten.

## Wirtschaftliche Bedeutung
In den Tropen gehören Mangos zu den wichtigsten Nutzpflanzen. Dabei ist jedoch nur die Indische Mango (Mangifera indica) eine für den Export bedeutende Frucht. In den natürlichen Verbreitungsgebieten werden Mangos schon seit langer Zeit kultiviert und als Obstbäume angebaut, wobei verschiedene Sorten wie die Stinkende Mango (Mangifera foetida), die Wohlriechende Mango (Mangifera odorata) und Mangifera magnifica regional die Vormachtstellung einnehmen. Außerdem dient das Holz in den Anbauländern als Brenn- sowie als Baustoff.

## Systematik
Die Gattung Mangifera wurde 1753 durch Carl von Linné in Species Plantarum, Tomus I, S. 200 aufgestellt. Typusart ist Mangifera indica L.
Die Gattung Mangifera wird von manchen Autoren in die zwei Untergattungen Mangifera und Limus gegliedert.
Es gibt 40 bis 69 Mangifera-Arten. Hier eine Arten-Auswahl:
- Mangifera altissima Blanco: Sie kommt auf Sulawesi, Luzon und Mindoro vor.[2]
- Mangifera caesia Jack ex Wallich (Syn.: Mangifera verticillata C.B.Rob.): Sie kommt ursprünglich in Indonesien, Malaysia, Singapur, Brunei und Papua-Neuguinea vor und wird auch in Thailand und auf den Philippinen kultiviert.[2]
- Mangifera casturi Kosterm.: Sie kommt in Kultur in Kalimantan vor.[2]
- Stinkende Mango (Mangifera foetida Lour.)
- Mango (Mangifera indica L., Syn.: Mangifera domestica Gaertn., Mangifera siamensis Warbg. ex Craib)
- Mangifera laurina Blume (Syn.: Mangifera longipes Griff.): Sie kommt ursprünglich in Indonesien, Malaysia und auf den Philippinen vor und wird in Kambodscha kultiviert.[2]
- Mangifera macrocarpa Blume: Sie kommt in Indonesien, Thailand und Malaysia vor.[2]
- Mangifera magnifica Kochummen: Sie kommt ursprünglich in Malaysia vor.[2]
- Wohlriechende Mango (Mangifera odorata Griff.)
- Mangifera pajang Kosterm.: Sie kommt in Indonesien, Malaysia und in Brunei vor.[2]
- Mangifera pentandra Hook.f.: Sie kommt ursprünglich in Malaysia und in Singapur vor.[2]
- Mangifera persiciforma C.Y.Wu et T.L.Ming: Sie kommt in China vor.[2]
- Mangifera sylvatica Roxb.: Sie kommt in Indien, Nepal, Bangladesch, Myanmar und Thailand vor.[2]